# Louisville Fire
Die Louisville Fire waren ein Arena-Football-Team aus Louisville (Kentucky), das in der af2 spielte. Ihre Heimspiele trugen die Fire in der Freedom Hall aus.

## Geschichte
Die Fire wurden 2001 gegründet und nahmen den Spielbetrieb in der af2 auf. In ihren acht Spielzeiten, erreichten die Fire viermal die Playoffs. Das Highlight der Franchise war der Einzug in den ArenaCup 2005. Dieses verlor man allerdings mit 41:63 gegen die Memphis Xplorers.
Der Zuschauerschnitt lag über alle Jahre bei 8.348 pro Heimspiel, ein beachtlicher Wert für af2-Verhältnisse.
Im Juli 2007 wurde bekannt, dass Besitzer Will Wolford plane, er wolle 500 Anteile der Franchise zu je $1000 verkaufen. Er selber behalte aber in jedem Fall 10 % der Anteile. Ziel war es, mindestens 3.500 Saisonkarten zu verkaufen. Falls das Ziel erreicht werden sollte, wolle er die Anteile anschließend zurück kaufen. Mit dem höheren Absatz an Saisontickets wollte er die Chance wahren, in zwei Jahren an der finanziell lukrativeren Arena Football League (AFL) teilzunehmen.
Zum Ende der Saison 2008 lösten sich die Fire jedoch auf.

## Saisonstatistiken
| Jahr | Team            | Liga | S  | N  | Playoffs erreicht | Playoffrunde |
| ---- | --------------- | ---- | -- | -- | ----------------- | --- |
| 2001 | Louisville Fire | af2  | 6  | 10 | nein              | |
| 2002 | Louisville Fire | af2  | 2  | 14 | nein              | |
| 2003 | Louisville Fire | af2  | 5  | 11 | nein              | |
| 2004 | Louisville Fire | af2  | 9  | 7  | ja                | S Wild Card Round gg. Quad City Steamwheelers 53:48 N Viertelfinale gg. Tulsa Talons 42:49                                                                          |
| 2005 | Louisville Fire | af2  | 11 | 5  | ja                | S Wild Card Round gg. Macon Knights 55:54 S Viertelfinale gg. Manchester Wolves 69:56 S Halbfinale gg. Florida Firecats 70:40 N ArenaCup gg. Memphis Xplorers 41:63 |
| 2006 | Louisville Fire | af2  | 9  | 7  | ja                | N Wild Card Round gg. Memphis Xplorers 61:83 |
| 2007 | Louisville Fire | af2  | 9  | 7  |                   | S Wild Card Round gg. Spokane Shock 62:35 N Viertelfinale gg. Green Bay Blizzard 27:37                                                                              |
| 2008 | Louisville Fire | af2  | 8  | 8  | nein              | |

## Zuschauerentwicklung
| Jahr | Team            | Liga | Zuschauerdurchschnitt |
| ---- | --------------- | ---- | --------------------- |
| 2001 | Louisville Fire | af2  | 8.156                 |
| 2002 | Louisville Fire | af2  | 10.087                |
| 2003 | Louisville Fire | af2  | 8.739                 |
| 2004 | Louisville Fire | af2  | 8.552                 |
| 2005 | Louisville Fire | af2  | 7.822                 |
| 2006 | Louisville Fire | af2  | 7.100                 |
| 2007 | Louisville Fire | af2  | 8.863                 |
| 2008 | Louisville Fire | af2  | 7.467                 |